# Région de la Moselle supérieure
Région de la Moselle supérieure este o arie protejată (arie specială de conservare — SAC, sit de importanță comunitară — SCI) din Luxemburg întinsă pe o suprafață de 1.675,31 ha, integral pe uscat.

## Localizare
Centrul sitului Région de la Moselle supérieure este situat la coordonatele 49°29′51″N 6°20′46″E / 49.4975°N 6.3461°E.

## Înființare
Situl Région de la Moselle supérieure a fost declarat sit de importanță comunitară în decembrie 1998 pentru a proteja 1 specie de plante și 61 de specii de animale. Situl a fost protejat și ca arie specială de conservare în noiembrie 2009.

## Biodiversitate
Situată în ecoregiunea continentală, aria protejată conține 12 habitate naturale: Ape stătătoare oligotrofe până la mezotrofe, cu vegetație de Littorelletea uniflorae și/sau de Isoëto-Nanojuncetea, Ape puternic oligomezotrofe cu vegetație bentonică cu Chara spp., Lacuri eutrofice naturale cu vegetație de tip Magnopotamion sau Hydrocharition, Pajiști uscate seminaturale și facies de acoperire cu tufișuri pe substraturi calcaroase (Festuco-Brometalia) (* situri importante pentru orhidee), Liziere de ierburi înalte hidrofile de câmpie și de nivel montan până la alpin, Fânețe de joasă altitudine (Alopecurus pratensis, Sanguisorba officinalis), Pante stâncoase calcaroase cu vegetație casmofită, Păduri de fag Asperulo-Fagetum, Păduri de fag din Europa Centrală dezvoltate pe sol calcaros cu Cephalanthero-Fagion, Păduri de stejar sau de stejar și carpen sub-atlantice și medio-europene de Carpinion betuli, Păduri pe pante, grohotișuri și ravene de Tilio-Acerion, Păduri aluvionare cu Alnus glutinosa și Fraxinus excelsior (Alno-Padion, Alnion incanae, Salicion albae).
La baza desemnării sitului se află mai multe specii protejate:
- plante (1): mușchi (Dicranum viride)
- păsări (53): uliu porumbar (Accipiter gentilis), lăcar mare (Acrocephalus arundinaceus), lăcar-de-rogoz (Acrocephalus schoenobaenus), lăcar-de-lac (Acrocephalus scirpaceus), pescăruș albastru (Alcedo atthis), rață cârâitoare (Anas querquedula), stârc cenușiu (Ardea cinerea), stârc roșu (Ardea purpurea), ciuf de câmp (Asio flammeus), cucuvea (Athene noctua), rață-cu-cap-castaniu (Aythya ferina), rața moțată (Aythya fuligula), buhai de baltă (Botaurus stellaris), buha (Bubo bubo),  prundaș gulerat mic (Charadrius dubius), chirighiță neagră (Chlidonias niger), erete de stuf (Circus aeruginosus), lebădă de iarnă (Cygnus cygnus), ciocănitoarea de stejar (Dendrocopos medius), ciocănitoare neagră (Dryocopus martius), egretă albă (Egretta alba), șoim de iarnă (Falco columbarius), șoim călător (Falco peregrinus), șoimul rândunelelor (Falco subbuteo), lișiță (Fulica atra), becațină comună (Gallinago gallinago), cufundar polar (Gavia arctica), cufundar mic (Gavia stellata), stârc pitic (Ixobrychus minutus), capîntortură (Jynx torquilla), sfrâncioc roșiatic (Lanius collurio), sfrâncioc mare (Lanius excubitor), pescăruș-cu-cap-negru (Larus melanocephalus), ciocârlie de pădure (Lullula arborea), gușă albastră (Luscinia svecica), ferestraș mic (Mergus albellus), gaia neagră (Milvus migrans), codobatura galbenă (Motacilla flava), vultur pescar (Pandion haliaetus), potârniche (Perdix perdix), viespar (Pernis apivorus), bătăuș (Philomachus pugnax), ciocănitoare verzuie (Picus canus), corcodel mare (Podiceps cristatus), cresteț pestriț (Porzana porzana), cristei de baltă (Rallus aquaticus), pițigoi-pungar (Remiz pendulinus), lăstun de mal (Riparia riparia), mărăcinar (Saxicola rubetra), chiră de baltă (Sterna hirundo), chiră de mare (Sterna sandvicensis), corcodel mic (Tachybaptus ruficollis), fluierar de mlaștină (Tringa glareola)
- amfibieni (1): triton cu creastă (Triturus cristatus)
- mamifere (4): liliac cu urechi mari (Myotis bechsteinii), liliac cărămiziu (Myotis emarginatus), liliac comun (Myotis myotis), liliacul mare cu potcoavă (Rhinolophus ferrumequinum)
- nevertebrate (2): fluturele-tigru (Callimorpha quadripunctaria), fluturele purpuriu (Lycaena dispar)
- pești (1): zglăvoacă (Cottus gobio)

Pe lângă speciile protejate, pe teritoriul sitului au mai fost identificate 8 specii de plante, 1 specie de amfibieni, 3 specii de mamifere, 12 specii de nevertebrate, 1 specie de reptile.